# الأكاديمية الوطنية لتسجيل الفنون والعلوم
الأكاديمية الوطنية لتسجيل الفنون والعلوم (بالإنجليزية: The National Academy of Recording Arts & Sciences)‏‏ (NARAS) هي منظمة موسيقية أمريكية، مقرها في سانتا مونيكا في ولاية كاليفورنيا الأمريكية. وهي تُقدم جائزة غرامي كل عام للابداع الموسيقي.